# Syndiamesa chuzemagna
Syndiamesa chuzemagna är en tvåvingeart som beskrevs av Sasa 1989. Syndiamesa chuzemagna ingår i släktet Syndiamesa och familjen fjädermyggor. Inga underarter finns listade i Catalogue of Life.